# Данзас, Борис Карлович
Борис Карлович Данзас (19 (30) октября 1799 — 18 (30) октября 1868) — обер-прокурор Сената, действительный тайный советник. Старший брат Константина Карловича Данзаса.

## Биография
Сын генерал-майора Карла Ивановича Данзаса, выходца из революционной Франции, родился 19 (30) октября 1799 года.
Учился в Петришуле до 1813 года. С 1814 года обучался в Благородном пансионе, с 1817 года — в Царскосельском лицее, из которого в мае 1820 года выпущен с 3-й серебряной медалью и с 7 июня был причислен к комиссии погашения долгов Министерства финансов. С 26 апреля 1821 года — чиновник особых поручений при московском военном генерал-губернаторе князе Д. В. Голицыне, а с 27 ноября 1822 года — советник московского губернского правления.
Член тайной декабристской организации «Практический союз» (1825), член Общества Семисторонней или Семиугольной звезды. Был арестован в Москве 9 января 1826 года, доставлен в Петропавловскую крепость, но 23 января Высочайше повелено отпустить, продержав на гауптвахте один месяц.
Вышел в отставку 26 апреля 1828 года, но с 24 октября 1829 года он — вновь чиновник особых поручений при Д. В. Голицыне.
После того как Б. К. Данзас 11 мая 1835 года был определён за обер-прокурорский стол в 1-е отделение 5 департамента Сената, началось его деятельное участие в многочисленных законодательных работах. В 1838 году он, уже в чине действительного статского советника (с 25 августа), был назначен обер-прокурором 2-го департамента Сената, а 2 апреля 1839 года — директором департамента министерства юстиции. В 1843 году, Данзас принимал, как член комитета, деятельное участие в составлении проекта нового уложения о наказаниях уголовных и исправительных.
С 1 января 1845 года он был утверждён обер-прокурором 1-го департамента Сената, а затем и членом различных законодательных и ревизионных комиссий; он был членом комитета о построении Исаакиевского собора; 8 августа 1847 года получил чин тайного советника и 13 сентября 1851 года был назначен сенатором.
Обязанности сенатора ему пришлось исполнять в начале 1860-х годов, нелёгкий для сената период введения новых уставов, когда на долю сената выпала трудная задача — дать единообразное направление судебной практике во всей стране и стать на страже единообразного толкования закона. Б. К. Данзас был первоприсутствующим уголовного кассационного департамента. 
Награждён высшими орденами Российской империи: Св. Александра Невского, Белого орла (1856), Св. Владимира 2-й степени (1845), Св. Анны 1-й степени (1842), Св. Станислава 1-й степени (1840).
Умер 18 (30) октября 1868 года. Похоронен в Сергиевой пустыни; вместе с ним была похоронена и его жена.

## Семья

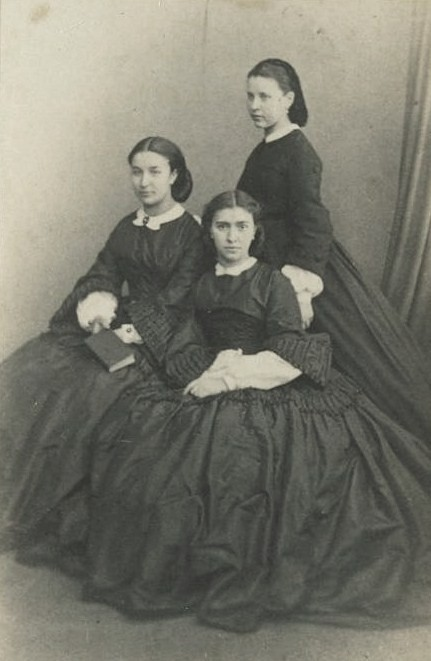
Сестры Аделаида, Ольга и Татьяна Данзас (1861)

Жена (с 13 ноября 1827 года) — Екатерина Павловна Розенгейм (04.02.1805—29.11.1873) — приёмная дочь Д. В. Голицына (дочь турчанки, вывезенной с театра военных действий). 
Их дети и внуки:
- Сергей (30.03.1838—2.11.1881), был распорядителем на придворных балах; женат на Юлии Густавовне Принтц (1851—после 1912).
- Дмитрий (26.01.1841—15.06.1875), скончался от чахотки в Швейцарии; похоронен под Петербургом, в Сергиевой пустыни. Там же был похоронен и его старший брат, Сергей[1]. Был женат на Любови Фердинандовне фон Корф (1848—1887), сестре Марии Фердинандовны Набоковой, жены Д.Н.Набокова, бабушки В.Набокова. У супругов было три дочери: Нина (ок.1869–1904), Ольга (1873–?; ее взяла в свою семью двоюродная сестра Нина, дочь Д.Н.Набокова, которая была замужем за Е.А.Рауш фон Траубенбергом),  Екатерина (1876–1949)[6][7] и сын — Борис (1871–1955)[8][9].
- Аделаида (Аглаида)[10] (06.05.1839[11]—30.01.1899[12]), замужем за В. А. Тимирязевым (1841—1912)
- Ольга (20.10.1840—06.10.1879), замужем за Александром Тимирязевым (1837—1895) — сыном сенатора И. С. Тимирязева
- Татьяна (05.07.1844—15.09.1919), замужем с 4 февраля 1873 года[13] за Л. П. Семечкиным. Татьяна Борисовна — историограф рода Данзасов в России, начальница Саратовского Мариинского института благородных девиц (1901—1915)[14]; ее архив находится в Институте русской литературы РАН[15].

Б. К. Данзасу принадлежала уникальная коллекция материалов о Пушкине, в основе своей собранная его братом и в дальнейшем пополняемая им самим и его дочерью Татьяной, создавшей в своей квартире в Саратове «пушкинский уголок». В нём находились, в частности: посмертная маска Пушкина работы С. И. Гальберга, бюст поэта скульптора И. Витали, копии последнего письма Пушкина барону Геккерну, многочисленные портреты Пушкина и его друзей — И. Пущина, В. Жуковского, Е. А. Карамзиной, А. Дельвига.